# 藍灰隆背鰩
藍灰隆背鰩（學名：Notoraja azurea），為軟骨魚綱鰩目單鰭鰩科隆背鰩屬的一種，分布於印度西太平洋澳洲海域，深度765至1440公尺，本魚圓盤寬度為體長的52.2–57%，眶前吻長為體長的11.1–14.5%，尾椎間盤背面幾乎無真皮小齒，尾腹面裸露，上顎齒列數為32-43列，下顎齒列數為32-39列，胸鰭輻數66-69，背面灰藍色，腹面深灰褐色，體長可達64.5公分，棲息在大陸坡沙泥底質海域，為深海底棲性魚類，屬肉食性，卵生, 生活習性不明。